# Ophioplinthaca manillae
Ophioplinthaca manillae is een slangster uit de familie Ophiacanthidae.
De wetenschappelijke naam van de soort werd in 1981 gepubliceerd door Alain Guille.